# ESTi

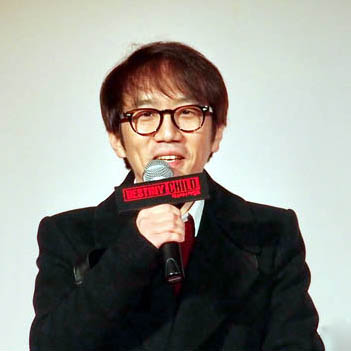
ESTi

ESTi（エスティ、本名朴 振培、パク・ジンベ/ぼく しんばい、Park Jin Bae、박진배、1980年5月8日 -）は、大韓民国の作曲家、編曲家。ソウル特別市出身。元SoundTeMP所属。

## 経歴・活動
幼少期だった1987年ごろから、コンピューターゲームを愛好し、初歩的な日本語を知っていた。1997年冬に初来日し、東京の秋葉原などを訪れた。1998年には、アルバイトで作った音楽のRPGがヒットし、プロデビュー作となった。韓国外国語大学校の日本語科に入学したのは、日本のゲームやアニメを、人目を気にせず楽しむためだった。2004年から、日本向けの韓国産ゲームの、BGMを中心とするゲームミュージックの作曲・編曲を手がけるようになった。
過去に韓国外国語大学校にて日本語を専攻していたため日本語が堪能であり、アイドルマスターの楽曲「Little Match Girl」などは自ら日本語で作詞した。日本においては、同人音楽活動を皮切りに、近年はアーケードゲーム「チュウニズム」やTVアニメ「アイドルマスター シンデレラガールズ」の収録曲「Memories」などで韓国発ではない日本の作品にも参加している。
2017年2月11日には、自身のツイッターで、家業の花屋を継ぐためにプロ作曲家としては引退し、音楽は趣味とするという趣旨のことを述べた。しかし実際には、これまでに何度も、作曲家業の引退宣言と翻意を繰り返してきた。最近では、自身の事務所「エスティメイト」の代表取締役も務めるなど、時間が足りないために、現状は音楽を趣味としているというのが実態のようである。
エスティメイトには、2019年に韓国でソロ歌手デビューした、日本人の寺本來可（ユキカ）が所属している。ユキカの1stアルバム「ソウル女子（서울여자）」の同名表題曲は、ESTiが作詞・作曲・編曲を手がけた。

## 日本の商業参加作品
- アイドルマスター シンデレラガールズ スターライトステージ　（バンダイナムコエンターテインメント、Android、iOS）
- チュウニズム　（セガ・インタラクティブ、アーケードゲーム）
- アイドルマスター シンデレラガールズ　（バンダイナムコエンターテインメント、TVアニメ）
- THE IDOLM@STER 2、アイドルマスター ワンフォーオール　（バンダイナムコゲームス、PS3、Xbox 360、TVアニメ）
- リッジレーサー7、Ridge Racer Slipstream　（バンダイナムコゲームス、PS3、iOS）
- ティンクル☆くるせいだーす STARLIT BRAVE!!　（Lillian、PSP）

## 韓国の商業参加作品

### ESTi名義
- メイプルストーリー  （NEXON、PCオンライン） - Illiyard Moor[4]
- テイルズウィーバー　（NEXON、SOFTMAX、PCオンライン）
- DJMAXシリーズ　（PENTAVISION、PCオンライン、PSP、アーケード）
- スカッとゴルフ パンヤシリーズ　（Ntreev Soft、PCオンライン、PSP、Wii）
- トキメキファンタジー ラテール　（ActozSoft、PCオンライン）
- マビノギデュエル　（NEXON、Android、iOS）
- DESTINY CHILD　（NextFloor、SHIFT UP、Android、iOS）
- 魔法図書館キュラレ　（DMM.com、Smilegate、Android、iOS）
- セブンナイツ　（ネットマーブルジャパン、Android、iOS）
- ダイスの神　（JOYCITY、Android、iOS）
- O2Jam U　（MOMO、Android、iOS）
- トリックスター　（Ntreev Soft、PCオンライン）
- タワー オブ アイオン　（エヌ・シー・ジャパン、PCオンライン）
- ドリフトシティ　（ハンゲーム、PCオンライン）
- アスタリア（原題Call of Chaos）　（ハンゲーム、PCオンライン）
- G2〜Guns Gunner　（ハンゲーム、PCオンライン）
- Cyphers　（Neople、PCオンライン）
- StreetGears　（エヌフレーバー、PCオンライン）
- マグナカルタ　（SOFTMAX、Windows、PS2）
- 4LEAF　（SOFTMAX、PCオンライン）
- BnB Adventure　（SOFTMAX、NEXON、Windows）
- Dream Chaser　（SOFTMAX、Windows）
- EZ2DJ、 EZ2Dancer　（AMUSEWORLD、アーケードゲーム）
- 西風の狂詩曲 （SOFTMAX、日本ファルコム、Windows）

### SoundTeMP名義
- ツリー・オブ・セイヴァー 　（IMC Games、PCオンライン）
- ラグナロクオンライン　（GRAVITY、PCオンライン）
- グラナド・エスパダ　（IMC Games、PCオンライン）
- シールオンライン　（グリゴン・エンターテインメント、PCオンライン）
- フリフオンライン　（Aeonsoft、PCオンライン）

## 同人参加作品
- 88☓88　（Super Togoshi Blend）
- berpop melodies & Remixes 2　（bermei.inazawa）
- berpop melodies & Remixies 　（bermei.inazawa）
- CinQ　（ESTiMATE）
- 不惑～さよなら30代～　（さよなら30代製作委員会）
- 而立〜さよなら20代〜　（さよなら20代製作委員会）
- あさやけぼーだーらいん　（Voltage of Imagination）
- NanoSweep9　（nanosounds、SuperSweep）
- パワードール 1 SOUNDTRACK Resonanceリミックス　（工画堂スタジオ）
- Ex:hibition　（morisatoya）
- The Clear Blue Sky　（矢鴇つかさ）
- Winter Mix 3rd　（とらのあな）
- 東方紫香花　（とらのあな）
- ラグナロクバトルオフライン サウンドトラック　（フランスパン）
- えとせとら　ESTi's Temporary Collection　（コミックマーケット頒布個人CD）
- Cradle - 東方幻樂祀典　（Sound Sepher）
- KOREA-JAPAN　（Game Music Library）

## 楽曲提供（韓国）
- IU「Alicia」2011年、作詞・作曲・編曲、オンラインゲーム「馬と私の物語、エリシャ」OST[5]
- ユキカ「ソウル女子（서울여자）」2020年、作詞：ESTi、チェ・ヨンギョン、作曲・編曲：ESTi。
- DREAMCATCHER「R.o.S.E BLUE」2020年、作詞： ESTi、作曲：ESTi、チェ・ヨンギョン（최영경）、編曲：ESTi、seibin、 Benicx。 RPG「Girl Cafe Gun(걸카페건)」 OST。

## CDシングル（日本）
- THE IDOLM@STER CINDERELLA GIRLS
  - CINDERELLA MASTER 027「2nd SIDE」- 神谷奈緒（松井恵理子）（2014年、作詞・作曲・編曲）
  - ANIMATION PROJECT 02 「Memories」- LOVE LAIKA[メンバー 1] （2015年、作曲）
  - CINDERELLA MASTER 「恋が咲く季節 」- 高垣楓,関裕美,佐久間まゆ,本田未央,緒方智絵里,喜多見柚,村上巴,藤原肇,荒木比奈,（2017年、作詞・作曲・編曲）
  - CINDERELLA MASTER 「Never ends 」- THE IDOLM@STER CINDERELLA GIRLS for BEST5!(北条加蓮,鷺沢文香,一ノ瀬志希,神谷奈緒,高垣楓)（2020年、作曲・編曲）

### ユニットメンバー
1. ↑  新田美波（洲崎綾）、アナスタシア（上坂すみれ）